# Tom Kennedy (animateur)
Pour les articles homonymes, voir Tom Kennedy.
Tom Kennedy, né le 26 février 1927 à Louisville et décédé le 7 octobre 2020 à Oxnard, est un animateur de télévision américain.

## Enfance
Né à Louisville, James Edward Narz est le fils de John Lawrence Narz Sr., ainsi que le frère cadet de l'animateur Jack Narz (1922–2008), dont le fils, David, déclara à propos du changement de nom de son oncle que les frères avaient désiré éviter le conflit ressenti d'avoir deux animateurs partageant le même nom de famille engendrant la compétition de produits. "Après avoir déjeuné avec son agent," il dit "... il apparut comme Tom Kennedy",.
Tom Kennedy étudia à l'Université du Missouri à Columbia ainsi qu'à l'Université du Kentucky.
Kenendy réalisa des messages publicitaires télévisés pour Regal Beer sur Ozark Jubilee (renommée Jubilee USA), une série ABC diffusée de 1955 à 1960. Il se présente lui-même comme Jim Narz dans les publicités.

## Radio
Lorsqu'il était étudiant, Kennedy travailla à KFRU, une station de radio basée à Columbia (Missouri), ainsi qu'à WLXG, une station de radio basée à Lexington (Kentucky). Après avoir déménagé à Los Angeles, il travailla pendant cinq années à KPOL et à KGIL.

## Émissions
Les plus grands succès de Kennedy furent You Don't Say!, jeu télévisé diffusé sur NBC de 1963 à 1969, ainsi que sur ABC en 1975, Split Second, Name That Tune, et Password Plus, qu'il anima de 1980 à 1982 suivant le cancer de l'estomac (puis décès) de l'ancienne présentatrice, à savoir Allen Ludden. Il présenta également The Big Game en 1958, Dr. I.Q., It's Your Bet, Break the Bank en 1976, 50 Grand Slam, To Say the Least, Whew!, Body Language, une version de nuit de The Price Is Right, et Wordplay. Il anima brièvement un talk-show, The Real Tom Kennedy Show, au début des années 70, et apparut en tant qu'invité dans To Tell the Truth, Hollywood Squares, Liar's Club, ainsi que d'autres jeux télévisés. En tant qu'acteur, il joua son propre rôle dans Madame et son fantôme, Laugh-In, Cannon ainsi que Le Juge et le Pilote.

## Retraite et décès
Kennedy prit sa retraite en 1989 après plusieurs pilotes de jeu télévisé réalisés par sa société de production qu'il échoua à vendre. En 2003, il apparaît dans Hollywood Squares lors de la "Game Show Week Part 2" (littéralement : "Semaine du Jeu Télévisé : Deuxième Partie").
Après avoir été malade, Kennedy meurt chez lui, à Oxnard, le 7 octobre 2020, âgé de 93 ans,.

## Prix
En juillet 2005, son frère et lui reçurent le prix Bill Cullen du Game Show Congress pour l'ensemble de leur carrière. Cullen était le beau-frère de Narz et Kennedy.